# 7.65x20mmロング弾
7.65x20mmロング弾はフランス製のモデル1935A拳銃やMAS 38短機関銃で使用された、無起縁式・ストレート形状の弾薬である。別名で7.65mm French Longue、7.65mm MAS、7.65x20mm、7.65L、またピダーセン・デバイス用には.30-18弾とも呼ばれている。

## 説明
この弾薬はアメリカ合衆国向けに開発され、相当量が秘密のうちに生産されたが、目的とした第一次世界大戦への投入には時期が遅すぎた。アメリカではこの弾薬のために製造した兵器を戦間期に廃棄している。フランスではこの弾薬を用いる兵器を採用しており、実戦に投入された。そのためこの弾薬はフランス語での名称が最もよく知られている。
第一次世界大戦の終了後、アメリカ軍がル・マンでピダーセン・デバイスを実地試験し、1920年にはさらにふたたびジョン・ブローニングが同口径のカービン銃を展示しており、この時フランスはこの弾薬を紹介されている。ピダーセンデバイスで用いられたアメリカ製.30ピダーセン弾薬は(名称「自動拳銃通常弾 口径.30 1918年モデル」もしくは「.30-18オートマチック」)7.65x20mmロング弾の基礎になっている。弾薬の寸法は同一だが、ピダーセン・デバイスで用いられた方は詰めた弾丸が5.2gとやや重く、長銃身のスプリングフィールドM1903小銃を用いての初速は400m/sを達成した。
1918年から1920年にかけ、レミントン・アームズはピダーセン・デバイス用に弾薬6,500万発を生産した。フランス製の7.65x20mmロング弾はおよそ1935年から1960年にかけて相当数が生産された。2019年、スタイネル・アムニッション社は7.65x20mmロング弾の生産を始め、再び新品の弾薬が使えるようになった。